# Ni se compra ni se vende
«Ni se compra ni se vende» es un pasodoble compuesta en 1960 por el compositor Monreal es una canción española que fue grabada como Ni se compra tuvo mucho éxito en aquel momento, interpretada por el famoso cantante Manolo Escobar. En los años 60 esta canción fue una de las mejores canciones de este género.